# چاه لیسکه
چاه لیسکه یک منطقهٔ مسکونی در ایران است که در دهستان نه واقع شده‌است.